# Döden till mötes
Döden till mötes (engelska: Appointment with Death), är en pusseldeckare av Agatha Christie. Den kom ut på engelska 1938 och på svenska 1939.
Boken handlar om den belgiske detektiven Hercule Poirot och speglar Christies erfarenheter av att resa i Mellanöstern med sin man, arkeologen Sir Max Mallowan. Huvudmiljöerna är Jerusalem och Petra.

## Introduktion till handlingen
När Poirot är på semester i Jerusalem hör han Raymond Boynton säga till sin syster: "Du inser väl, eller hur, att hon måste dödas?" Deras styvmor Mrs Boynton är en sadistisk tyrann som dominerar sin familj. När hon hittas död på en resa till Petra föreslås Poirot att lösa fallet inom tjugofyra timmar, trots att han inte har någon möjlighet att veta om det var mord.

## Handling
Romanen inleds med att familjen och offret introduceras genom Sarah Kings och Dr Gerards perspektiv, som diskuterar familjens beteende. Mrs Boynton är sadistisk och dominerande, beteenden som hon kan ha överfört från sitt ursprungliga yrke som fängelsedirektör. Sarah är attraherad av Raymond Boynton, medan Jefferson Cope erkänner att han vill ta Nadine Boynton ifrån sin man, Lennox Boynton, och inflytandet från sin svärmor. Efter att ha blivit omintetgjord i sin önskan att befria de unga Boyntons, konfronterar Sarah Mrs Boynton vars uppenbara svar är ett märkligt hot: "Jag har aldrig glömt någonting – inte en handling, inte ett namn, inte ett ansikte." När sällskapet når Petra skickar Mrs Boynton okaraktäristiskt nog bort sin familj från henne under en period. Senare hittas hon död med ett nålstick i handleden.
Poirot hävdar att han kan lösa mysteriet inom tjugofyra timmar bara genom att intervjua de misstänkta. Under dessa intervjuer etablerar han en tidslinje som verkar omöjlig: Sarah King placerar tidpunkten för döden betydligt före de tidpunkter då flera av familjemedlemmarna senast hävdar att de senast såg offret i livet. Uppmärksamheten riktas mot en injektionsspruta som till synes har stulits från Dr Gerards tält och senare ersatts. Giftet som gavs till offret tros vara digitoxin, något som hon redan intagit medicinskt.
Poirot kallar sedan till ett möte och förklarar hur varje familjemedlem i tur och ordning har upptäckt att Mrs Boynton är död och att de misstänker att en annan familjemedlem inte har rapporterat detta. Ingen i familjen skulle ha behövt mörda offret med en injektionsskada, eftersom en överdos kunde ha administrerats mycket mer effektivt i hennes medicin, som de hade tillgång till. Detta gör att misstankarna läggs på en oväntad person
Familjen, som äntligen är fri, lever lyckligare liv: Sarah gifter sig med Raymond; Carol gifter sig med Jefferson. Ginevra inleder en framgångsrik karriär som skådespelerska och gifter sig med dr Gerard.

## Karaktärer
- Hercule Poirot, berömd belgisk detektiv
- Överste Carbury, högt uppsatt person i emiratet Transjordanien
- Mrs Boynton, offret
- Ginevra Boynton, offrets dotter
- Raymond Boynton, offrets styvson
- Carol Boynton, offrets styvdotter
- Lennox Boynton, offrets styvson
- Nadine Boynton, offrets styvsvärdotter (Lennox fru)
- Jefferson Cope, en vän till familjen
- Dr Gerard, en fransk psykolog
- Sarah King, en ung läkare
- Lady Westholme, parlamentsledamot
- Miss Amabel Pierce, f.d. guvernant på ett internat

## Litterär betydelse och mottagande
Simon Nowell-Smiths recension i Times Literary Supplement den 7 maj 1938 drog slutsatsen att "Poirot har, om tidens mildrande inflytande har mjukat upp många av hans manér, inte förlorat något av sin skicklighet. Hans undersökning av familjen, psykologerna och de få andra i sällskapet, hans sållning av sanning från halvsanning och motsägelser, hans utspel av en misstänkt mot en annan och den gradvisa elimineringen av var och en i tur och ordning är i Mrs Christies mest briljanta stil. Det är bara lösningen som verkar en smula tam och en besvikelse."
I The New York Times Book Review för 11 september 1938 skrev Kay Irvin: "Till och med en mindre Agatha Christie-historia fångar läsarnas uppmärksamhet med sin skickliga hantering av spänning. Möte med döden är avgjort av de lägre rangerna: den kommer faktiskt nära att vara den minst solida och tillfredsställande av alla Poirot-mysterieberättelserna. Skildringen av en familj som plågas och torteras av en sadistisk matriark är filmad full av psykologisk konversation och nästan helt saknar handling. Och ändå, när den ondskefulle gamle tyrannen till slut har mördats och Poirot betraktar de misstänkta, följer man med genuint intresse nystandet av även ospännande ledtrådar."
I The Observers nummer den 1 maj 1938 skrev "Torquemada" (Edward Powys Mathers): "Jag måste erkänna att jag just har blivit slagen igen av Agatha Christie. Det fanns ingen ursäkt. Jag kände mig i särskilt bra form; Och det värsta av allt är att hon handikappade sig själv i den senaste matchen med vad som för någon annan skulle vara oförskämd stränghet. Mordet på Nilen (sic) var helt briljant; Döden till mötes måste, även om den saknar det enda drag av mördargeni, som gav alibi i den förra historien, matematiskt räknas nästan dubbelt så briljant, eftersom antalet misstänkta är reducerat med nästan hälften. Även om vi börjar vår berättelse i Jerusalem och möter vårt mord i Petra, Röda rosens stad, skulle vi lika gärna kunna befinna oss i en insnöad prästgård när det gäller att begränsa misstankarna. Och det är i detta avseende som Agatha Christie upprepar sin triumf i Korten på bordet och slår Steinitz med hästlängder."
The Scotsman skrev den 9 maj 1938: "Som vanligt är miss Christie ärlig mot sina läsare. Även om lösningen kommer med en överraskningschock är det logiskt nog: ledtrådarna finns där, man kan fästa sig vid dem och bedöma deras betydelse. Kanske är det ett annat fall där läsaren inte kan se skogen för alla träd; Men det finns så många träd. Döden till mötes är inte den här författarens bästa kriminalroman, men ändå tillräckligt smart och övertygande för att stå huvud och axlar över det genomsnittliga verket av det slaget."
E R Punshon i The Guardian sammanfattade i sin recension den 27 maj 1938: "För uppfinningsrikedom i intrig och konstruktion, oväntad upplösning, subtilitet i karaktärisering och pittoresk bakgrund, kan Döden till mötes inta en plats bland de bästa av Mrs Christies berättelser."
Mary Dell skrev i Daily Mirror den 19 maj 1938: "Det här är inte en bok som jag skulle rekommendera dig att läsa det sista du gör på kvällen. Mrs Boyntons ondskefulla öga kan hemsöka din sömn och göra dina drömmar till en mardröm. Det är en ganska kusligt blodisande berättelse. En storslagen bok."
Robert Barnard skrev: "Anmärkningsvärt exempel på den klassiska eran Christie, med utmärkt Främre Orienten-miljö, och den motbjudande matriarken som offer. Spänningarna i familjen kring henne förmedlas mer engagerande än vanligt. Upptäckten, med sin betoning på vem-var-var-var-och-när, är lite för lik Ngaio Marsh från perioden, och det finns en viss vaghet i motiveringen, men det här är lika stramt och stämningsfullt som något hon skrev."